# The Sheltering Sky
The Sheltering Sky (br: O céu que nos protege/ pt: Um Chá no Deserto) é um filme ítalo-britânico de 1990, do gênero drama, dirigido por Bernardo Bertolucci, cm roteiro de Mark Peploe e Bernardo Bertolucci baseado em obra de Paul Bowles, com trilha sonora de Ryuichi Sakamoto e Richard Horowitz e fotografia de Vittorio Storaro.

## Sinopse
Logo após o final da II Guerra Mundial,  Kit e Port Moresby, um casal de estadunidenses que vive em Nova Iorque, viajam para a África.
Eles não se consideram turistas mas viajantes, pois o turista quando chega já pensa em voltar, enquanto o viajante pode nem voltar. George Tunner, um turista amigo do casal, acompanha-os. O casal tem uma discussão e Kit não quer sair, assim Port fica a vaguear e um desconhecido, Smail, trava conversa e lhe oferece uma prostituta, Mahrnia, com quem Port fica algumas horas.
No dia seguinte, já em Boussif, Kit acorda por volta do meio-dia nua e vê George despido ao seu lado. Isto deixa-a em pânico, mas Port já tinha pressentido que algo estava a acontecer.

## Elenco
- Debra Winger .... Kit Moresby
- John Malkovich .... Port Moresby
- Campbell Scott .... George Tunner
- Jill Bennett .... sra. Lyle
- Timothy Spall .... Eric Lyle
- Eric Vu-An .... Belqassi
- Amina Annabi .... Mahrnia
- Philippe Morer-Genoud .... capitão Broussard
- Sotigui Kouyaté] .... Abdelkader
- Tom Novembre .... oficial da imigração francesa
- Paul Bowles .... narrador - voz
- Ben Smaïl .... Smail

## Dados complementares à ficha técnica
- Estúdio: TAO Film / Aldrich Group / Film Trustees Ltd. / Recorded Picture Company / Sahara Company
- Distribuição: Warner Bros.
- Produção: Jeremy Thomas
- Desenho de produção: Ferdinando Scarfiotti e Gianni Silvestri
- Direcção de arte: Andrew Sanders
- Guarda-Roupa: James Acheson
- Edição: Gabriella Cristiani

## Prémios e nomeações
- Ganhou o Globo de Ouro na categoria de melhor trilha sonora, além de ter sido nomeado na categoria de melhor diretor.
- Ganhou o BAFTA na categoria de melhor fotografia, além de ter sido nomeado na categoria de melhor desenho de produção.